# Pieve di Santa Maria dell'Aquila
La pieve di Santa Maria dell'Aquila è un edificio romanico situato in località Filetta, nel comune di Sorano, in provincia di Grosseto.
La chiesa sorge nei pressi di una delle sorgenti delle terme di Sorano e comprende, oltre all'edificio sacro, anche altri ambienti.
Ha un campanile a vela ben visibile anche a distanza. Il portale è sormontato da un arco a sesto acuto e da un finestrone. Il lato della chiesa ha una cornice che separa in due la struttura. La parte superiore è frutto di un evidente rialzamento.